# Gukovo
Gukovo (ru. Гуково) este un oraș din regiunea Rostov, Federația Rusă, cu o populație de 66.648 locuitori.